# Early, Rare... and OI!
Early, Rare... and OI! è una raccolta su CD dell'Oi! band bolognese Nabat.

Sul CD sono presenti i primi brani della band, alcuni live e brani apparsi su compilation.

## Brani
1. Scenderemo Nelle Strade
2. Asociale Oi!
3. Fotti I Poseurs
4. Nichilistaggio
5. No armi
6. Laida fat Bologna
7. Kill Police
8. Nichilist Nabat
9. Skins & Punks
10. Nichilistaggio
11. Fotti Il Pap
12. Nichilist Nabat
13. ''8 Marzo''
14. Anarchia Sullo Stato
15. Generazione 82
16. L'Oi! Non Morirà
17. Potere Nelle Strade
18. Lopez
19. Lavoro
20. Zombie Rock
21. Troia
22. Martò
23. Asociale Oi!
24. Senza Soldi Senza Casa
25. Monkey Man
26. Laida Bologna
27. Legioni Ad Orologeria
28. Un Altro Giorno Di Gloria
29. Zombie Rock

## Info Brani
- da 01 a 09: Nabat/Rip Off (split tape)
- da 10 a 14: Live a La Spezia 02/05/1981
- da 15 a 25: Live a Bassano 28/01/1985
- 26: Compilation "Chaos in Europe"
- 27: Live a Cesena 24/09/1983
- 28: Registrazione del 1984
- 29: Live al Rits del 1986